# Descritor específico
Na nomenclatura zoológica, descritor específico, ou epíteto específico, ou nome específico (também epíteto específico, epíteto de espécie ou epíteto) é a segunda parte (o segundo nome) dentro do nome científico de uma espécie (binome). A primeira parte do nome de uma espécie é o nome do gênero ou o nome genérico. As regras e regulamentos que regem a atribuição de um novo nome de espécie são explicados na descrição da espécie do artigo. Por exemplo, o nome científico para humanos é Homo sapiens, que é o nome da espécie, consistindo em dois nomes: Homo é o "nome genérico" (o nome do gênero) e sapiens é o "nome específico".
Historicamente, o nome específico se referia à combinação do que agora é chamado de nomes genéricos e específicos. Carl Linnaeus, que formalizou a nomenclatura binomial, fez distinções explícitas entre nomes específicos, genéricos e triviais. O nome genérico era o do gênero, o primeiro no binômio, o nome trivial era o segundo nome no binômio e o específico o termo próprio para a combinação dos dois. Por exemplo, o nome binomial do tigre, Panthera tigris:
- nome genérico = Panthera
- nome trivial = tigre
- nome específico = Panthera tigris

Este foi o uso adequado do século 18 até o final do século 20, embora muitos autores parecessem desconhecer as distinções entre nomes triviais e específicos e o uso inconsistente e errôneo até apareceu no Código Internacional de Nomenclatura Zoológica.

## A gramática dos nomes das espécies
Gramaticalmente, um binomen (e um trinômio também) deve ser tratado como se fosse uma frase latina, não importa de qual idioma as palavras foram originalmente tiradas. (Isso dá alguma justificativa para o uso popular da frase "nome latino" em vez da frase mais correta "nome científico".) O nome específico deve aderir a certas convenções da gramática latina. O nome específico pode ser formado como:
- Um substantivo em aposição ao nome do gênero, por exemplo, o nome científico do leão, Panthera leo. Nesses casos, a palavra para o gênero e a palavra para a espécie não precisam necessariamente concordar em gênero. Os nomes das espécies que são substantivos em aposição às vezes são o nome vernáculo do organismo em latim ou grego antigo, ou o nome (específico ou genérico) de outro organismo com o qual o próprio organismo se assemelha.[2]
- Um substantivo no caso genitivo (ou seja, pertencente a).[2]
  - Isso é comum em parasitas: Xenos vesparum ("Estranho das vespas").
  - Substantivos próprios que são nomes de pessoas e lugares são frequentemente usados no caso genitivo. Por exemplo, o nome do celacanto, Latimeria chalumnae, que significa "Latimeria de Chalumna", é uma referência à área próxima à foz do rio Chalumna, no Oceano Índico, onde o celacanto foi encontrado pela primeira vez, ou seja, sua localidade-tipo.
- Um adjetivo que deve concordar em maiúsculas e minúsculas com o gênero: Felis silvestris ("o gato da floresta")[2]

## Diferenças da botânica
Na nomenclatura botânica, "nome" sempre se refere ao nome completo (de uma espécie ou não), enquanto na nomenclatura zoológica pode se referir a qualquer parte do binômio. Assim, Hedera helix (hera comum, hera inglesa) é o nome da espécie; Hedera é o nome do gênero; Mas a hélice é chamada de epíteto específico, não de nome específico.